# Pittosporum boninense
Pittosporum boninense är en tvåhjärtbladig växtart som beskrevs av Gen-Iti Koidzumi. Pittosporum boninense ingår i släktet Pittosporum och familjen Pittosporaceae.

## Underarter
Arten delas in i följande underarter:
- P. b. chichijimense
- P. b. lutchuense